# Ангелов, Димитр (историк)
Димитр Симеонов Ангелов (болг. Димитър Симеонов Ангелов) (2 февраля 1917, София, Болгария — 24 декабря 1996, там же) — болгарский историк, академик Болгарской Академии наук. Специалист по социально-экономической истории средневековой Болгарии и Византии, а также истории болгарско-византийских отношений.

## Биография
В 1940 году он окончил исторический факультет Софийского университета. Во время продолжения обучения в Мюнхенском университете в 1940—1943 гг. специализировался по истории Византии. Впоследствии преподавал историю Византии в Софийском университете. В 1943 году защитил докторскую диссертацию по теме «Богомильство в Византии». В 1950 году стал профессором в Софийском университете. Член-корреспондент (с 1975 года) и академик (с 1979 года) Болгарской Академии наук.
В 1962—1963 и 1966—1972 гг. был заместителем декана и деканом историко-философского факультета Софийского университета, в 1963—1966 гг. — ректором Института для иностранных студентов, в 1966—1972 гг. — заведующим кафедрой истории Болгарии в Институте истории БАН. Был директором Национального археологического музея (1971—1986) и директором Центра болгарской исследований (1986—1988), секретарём Центрального совета Болгарского исторического общества (1970—1976) и вице-председателем Международного комитета византинистов в Афинах (с 1961 года) председателем Болгарского национального комитета редакторов исторических журналов.
Иностранный член-корреспондент Саксонской академии наук с 1976 года. Являлся автором многочисленных книг, исследований, эссе на исторические темы.

## Основные научные работы
- Ангелов Д. Аграрните отношения в Северна и Средна Македония през XIV в. — София, 1958; в рус. пер. ‒ Богомильство в Болгарии. — М., 1954.
- Ангелов Д., Андреев М. История на Българската държава и право. — София, 1959.
- Ангелов Д. История на Византия. — София, [1949‒52]. — Ч. 1‒2.
- Ангелов Д. Образуване на българската народност. — София, 1971.